# Lasse Sætre
Lasse Sætre, né le 10 mars 1974 à Oslo, est un patineur de vitesse norvégien.

## Carrière
Pendant sa carrière, Lasse Sætre remporte la médaille de bronze aux Jeux olympiques d'hiver de 2002. L'année suivante, il s'offre une nouvelle médaille de bronze sur 10 000 mètres lors des Championnats du monde disputés à Berlin.

## Records personnels
| Distance      | Temps          | Année |
| ------------- | -------------- | ----- |
| 500 mètres    | 38 s 15        | 2001  |
| 1 000 mètres  | 1 min 17 s 65  | 2004  |
| 1 500 mètres  | 1 min 49 s 36  | 2000  |
| 5 000 mètres  | 6 min 17 s 60  | 2006  |
| 10 000 mètres | 12 min 56 s 85 | 2006  |